# Kurmanajevo
Kurmanajevo (orosz betűkkel: Курмана́ево, baskír nyelven: Ҡорманай) falu Oroszországban, a Baskír Köztársaságban, a Miskinói járásban.

## Népesség
- 2002-ben 434 lakosa volt, melynek 98%-a mari.
- 2010-ben 428 lakosa volt.